# Paula-Mae Weekes
Paula-Mae Weekes (Port of Spain, 23 december 1958) is een Trinidadiaanse jurist en politica. Tussen 2018 en 2023 was zij de zesde president van de republiek Trinidad en Tobago na Elizabeth II en de tweede vrouwelijke president van Afrikaanse afkomst in Amerika, na Ertha Pascal-Trouillot. Zij was de eerste vrouwelijke president in de geschiedenis van het land.

## Loopbaan
In 1977 begon Weekes haar rechtenstudie aan de Universiteit van West-Indië te Cave Hill, Barbados en in 1980 behaalde zij haar Bachelor of Laws. In 1982 slaagde zij aan de Hugh Wooding Law School in St. Augustine voor een Legal Education Certificate. In dat jaar werd ze toegelaten tot de rechtbank. Weekes was van 1982 tot 1993 werkzaam voor het openbaar ministerie van Trinidad en Tobago. Tussen 1993 en 1996 maakte Weekes een overstap naar de advocatuur.
Weekes werd in 1996 benoemd tot rechter in strafzaken aan de rechtbank van Trinidad. Van 2005 tot 2016 was ze rechter in hoger beroep. In 2012 diende zij kort als waarnemend voorzitter van de rechtbank. Van 2010 tot 2016 had ze een lectoraat in ethiek aan de Hugh Wooding Law School. Na haar pensionering in 2016 werd Weekes op uitnodiging van de regering van de Turks- en Caicoseilanden rechter in appelzaken; zij was de eerste vrouw in deze positie.

### Presidentschap
Op 5 januari 2018 werd Weekes namens de regerende People's National Movement (PNM) van premier Keith Rowley voorgedragen als presidentskandidaat voor de opvolging van Anthony Carmona. Politieke analisten prezen haar kandidatuur voor de presidentspost. De parlementaire oppositiepartij United National Congress (UNC) zag vervolgens af van de voordracht van een eigen kandidaat en steunde haar officiële nominatie. Hiermee werd Weekes automatisch gezien als de verkozen president en kwam de stemming door het parlement te vervallen. Haar vijfjarige termijn begon op 19 maart 2018. Weekes was de eerste vrouwelijke president van Trinidad en Tobago. In maart 2023 werd ze als president opgevolgd door Christine Kangaloo.